# Camila Pitanga
Camila Manhães Sampaio, född 14 juni 1977 i Rio de Janeiro, är en brasiliansk skådespelare.

## Filmografi

### TV
- 1993 - Sex Appeal .... Vilma
- 1993 - Fera Ferida .... Teresinha Fronteira
- 1995 - A Próxima Vítima .... Patrícia Noronha
- 1996 - Malhação .... Alex
- 1998 - Pecado Capital .... Ritinha
- 1999 - Você Decide - Transas de Família: Parte 1
- 2000 - Brava Gente - Meia Encarnada Dura de Sangue .... Elisa
- 2000 - A Invenção do Brasil .... Catarina Paraguaçu
- 2001 - Porto dos Milagres .... Esmeralda
- 2002 - Pastores da Noite .... Marialva
- 2002 - A Grande Família - A Enorme Família .... Marina
- 2002 - A Grande Família - Ô Velho Gostoso .... Marina
- 2003 - A Grande Família - Como Rechear um Peru ....  Marina
- 2003 - Mulheres Apaixonadas .... Luciana Rodrigues Ribeiro Alves
- 2005 - Belíssima .... Mônica Santana
- 2005 - Quem Vai Ficar com Mário? .... Diana
- 2007 - Paraíso Tropical .... Francisbel dos Santos Batista (Bebel)
- 2008 - Faça Sua História - Super-Mamãe Suzete .... Cherry Davis
- 2008 - Faça Sua História - A Estrela do Irajá .... Cherry Davis
- 2008 - Som Brasil
- 2009 - Cama de Gato .... Rosenilde Pereira (Rose)
- 2010 - A Grande Família .... Marina
- 2011 - Insensato Coração .... Carol[3][4][5][6][7]
- 2011 - A Grande Família .... Kelly[8]
- 2012 - Lado a Lado .... Isabel[9]

### Filmer
- 1984 - Quilombo
- 1995 - Super Colosso
- 2001 - Atlantida: Imperiul dispărut .... Kida
- 2001 - Caramuru - A Invenção do Brasil .... Catarina Paraguaçu
- 2003 - Bala Perdida
- 2004 - Redentor .... Soninha
- 2004 - Bendito Fruto .... Choquita
- 2004 - O Preço da Paz .... Anésia
- 2005 - O Signo do Caos .... Furacão de Santos
- 2005 - Sal de Prata .... Cassandra
- 2006 - Mulheres do Brasil .... Esmeralda
- 2007 - Saneamento Básico, o Filme .... Silene
- 2007 - Noel - Poeta da Vila .... Ceci
- 2010 - Lutas .... Janaína
- 2011 - Eu Receberia as Piores Notícias dos seus Lindos Lábios .... Lavínia
- 2013 - Uma história de amor e fúria